# Phenacoccus giganteus
Phenacoccus giganteus är en insektsart som beskrevs av Mckenzie 1964. Phenacoccus giganteus ingår i släktet Phenacoccus och familjen ullsköldlöss. Inga underarter finns listade i Catalogue of Life.